# 50GP

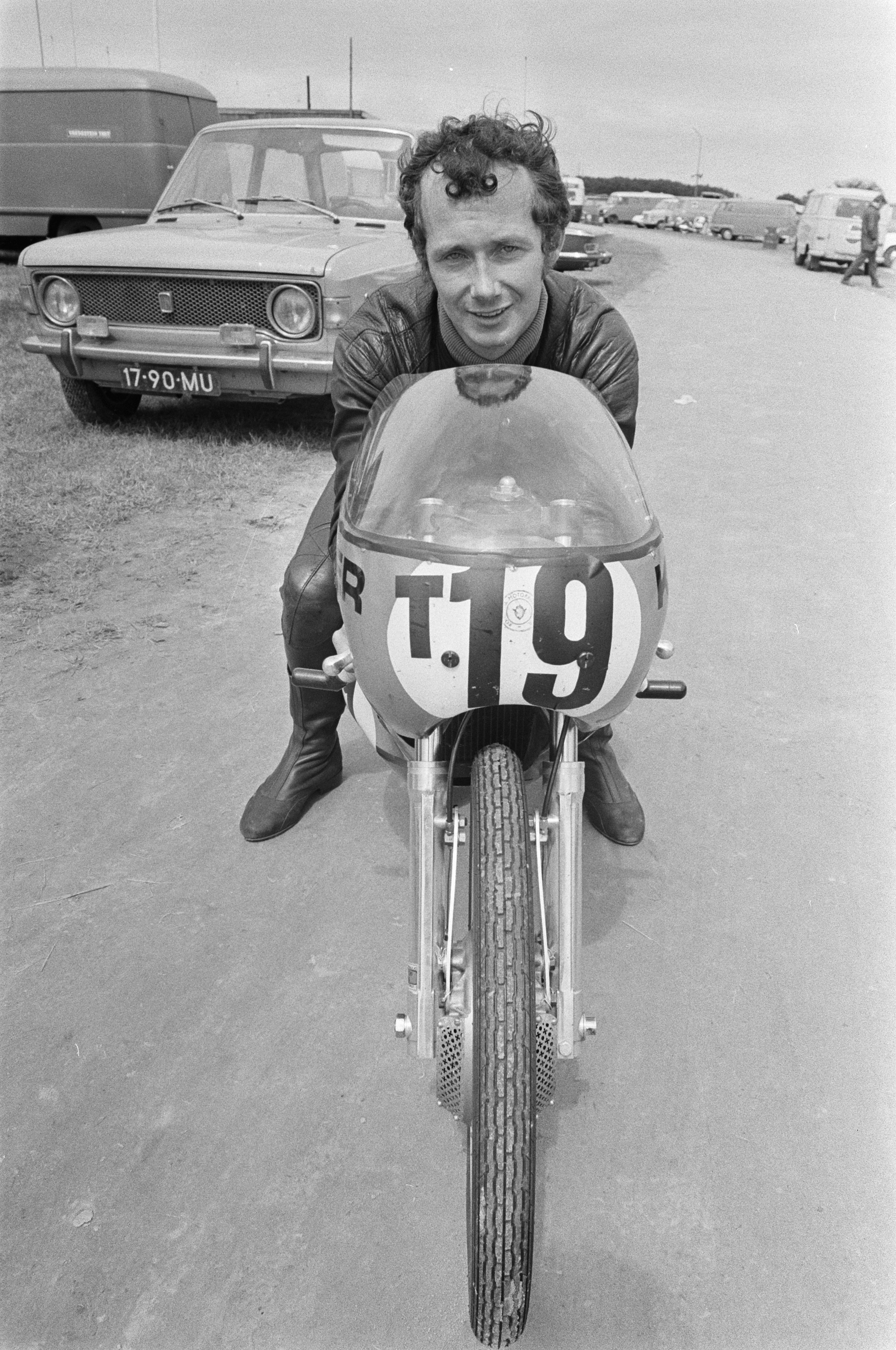
Jan de Vries på en 50 cc Van Veen Kreidler 1971.

50GP eller 50cc eller 50-kubiksklassen i roadracing var en klass i världsmästerskapen i Grand Prix Roadracing för motorcyklar som kördes från säsongen 1962 till och med säsongen 1983. 50GP ersattes från 1990 av 80GP.
50GP var en prototypklass med en högsta cylindervolym på 50 cm³ - därav namnet på klassen.
Framgångsrika konstruktörer i 50GP var Kreidler, Suzuki, Bultaco, Derbi med flera.

## Världsmästare
22 världsmästerskap i 50cc-klassen delades ut och 10 förare delade på dessa titlar. Framgångsrikast är Angel Nieto  som blev världsmästare sex gånger. Samtliga världsmästare i tabellen nedan ordnade efter antalet VM-titlar.
| Plats | Förare               | Land          | Antal VM-titlar | Mästar- säsonger                   |
| ----- | -------------------- | ------------- | --------------- | ---------------------------------- |
| 1     | Ángel Nieto          | Spanien       | 6               | 1969, 1970, 1972, 1975, 1976, 1977 |
| 2     | Hans Georg Anscheidt | Västtyskland  | 3               | 1966, 1967, 1968                   |
| 3=    | Hugh Anderson        | Nya Zeeland   | 2               | 1963, 1964                         |
| 3=    | Jan de Vries         | Nederländerna | 2               | 1971, 1973                         |
| 3=    | Eugenio Lazzarini    | Italien       | 2               | 1979, 1980                         |
| 3=    | Ricardo Tormo        | Spanien       | 2               | 1978, 1981                         |
| 3=    | Stefan Dörflinger    | Schweiz       | 2               | 1982, 1983                         |
| 8=    | Ernst Degner         | Västtyskland  | 1               | 1962                               |
| 8=    | Ralph Bryans         | Irland        | 1               | 1965                               |
| 8=    | Henk van Kessel      | Nederländerna | 1               | 1974                               |